# Wendy Freedman

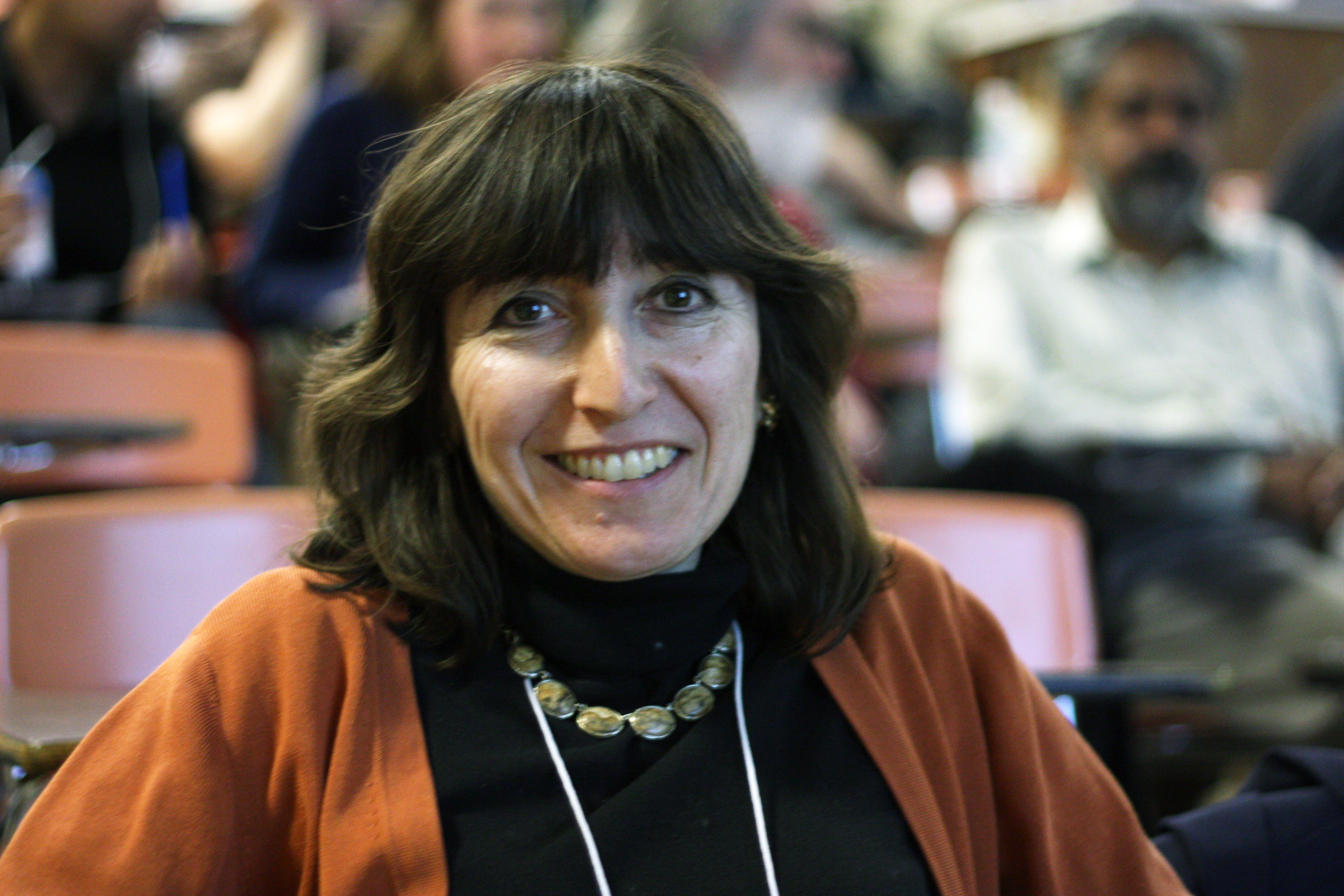
Freedman, 2010

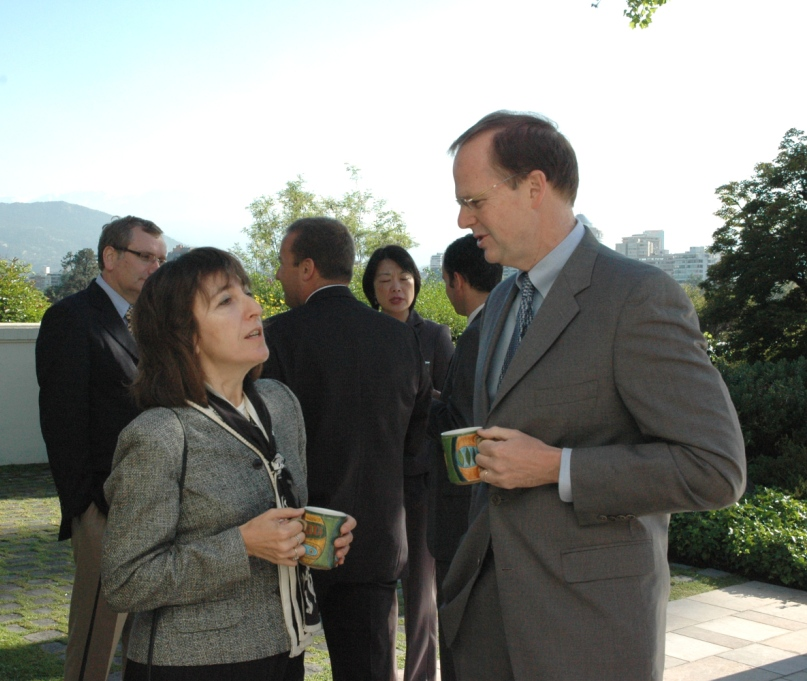
Freedman, 2009

Wendy L. Freedman (* 17. Juli 1957 in Toronto, Kanada) ist eine kanadische Astronomin am Carnegie Institution for Science. Sie arbeitet an beobachtender Kosmologie, Galaxienentwicklung und der Entwicklung von Sternpopulationen. Mehr als ein Jahrzehnt arbeitete sie am Hubble Space Telescope (HST) Key Project zur Bestimmung der Hubble-Konstante. Für diese Arbeiten erhielt Freedman zusammen mit Robert Kennicutt und Jeremy Mould im Jahre 2009 den Gruber-Preis für Kosmologie.
Wendy Freedman studierte Astronomie und Astrophysik an der University of Toronto mit dem Bachelor-Abschluss 1979 und dem Master-Abschluss 1980 und wurde dort 1984 promoviert. Als Post-Doktorandin war sie am Carnegie-Observatorium in Pasadena, wo sie 1987 Fakultätsmitglied wurde. 2003 wurde sie Crawford H. Greenwalt Direktorin des Pasadena-Observatorium. 2014 wurde sie University Professor an der University of Chicago.
Sie stand auch seit dessen Beginn 2003 dem Leitungsrat des Projekts des Giant Magellan Telescope vor.
Sie ist Mitglied der National Academy of Sciences, der American Academy of Arts and Sciences, der American Philosophical Society und der Royal Society.
2007 wurde der Asteroid (107638) Wendyfreedman nach ihr benannt.

## Schriften
- The Expansion Rate and Size of the Universum, Scientific American, November 1992

## Auszeichnungen
- 2002 - Magellanic Premium[2]
- 2009 - Gruber-Preis für Kosmologie
- 2015 - Petrie Prize Lecture
- 2016 - Dannie-Heineman-Preis für Astrophysik
- 2025 - National Medal of Science[3]
- 2025: Aufnahme in die Liste der 100 einflussreichsten Personen des Jahres 2025 des Time Magazines[4]